# Hydrorion

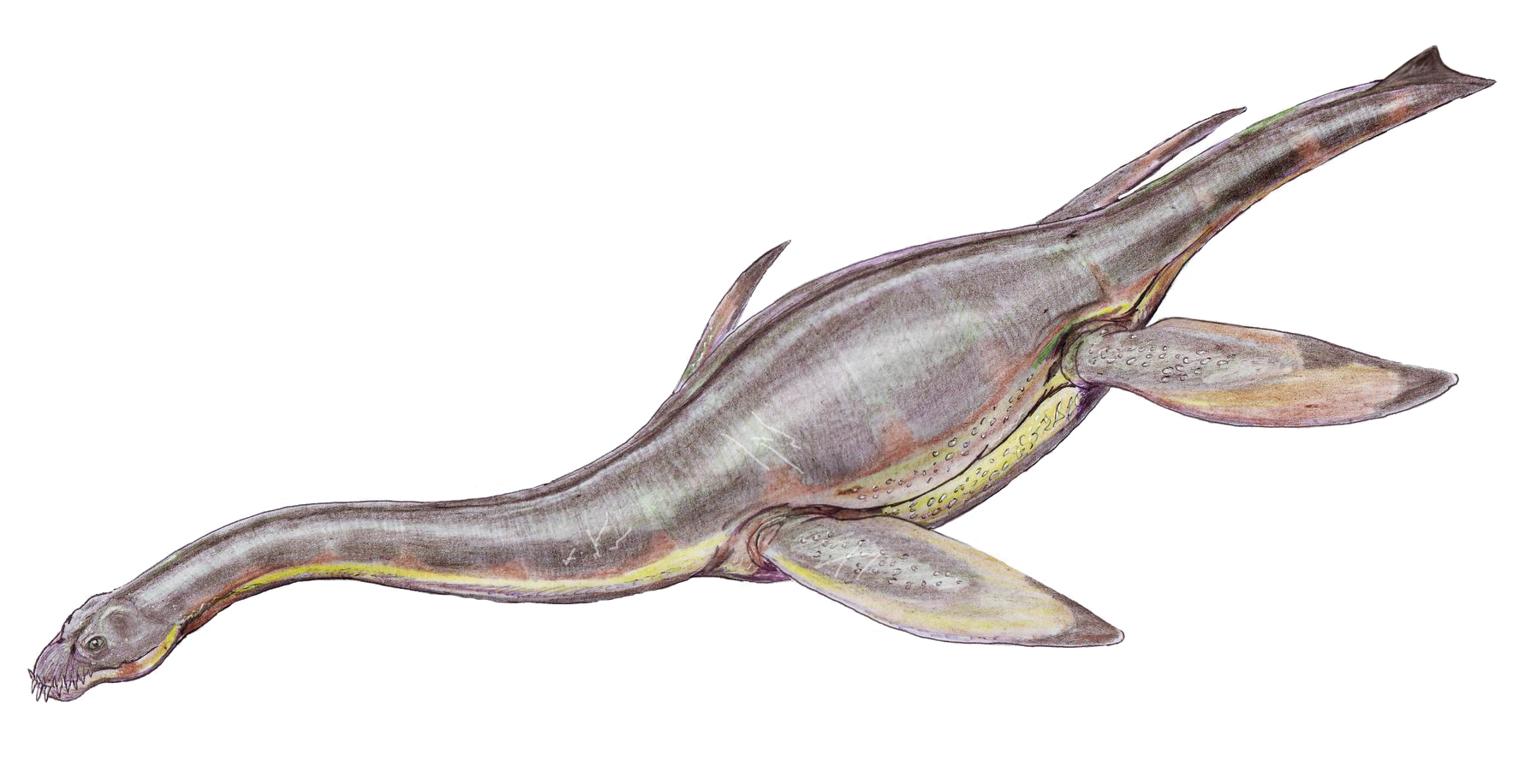
Restoration

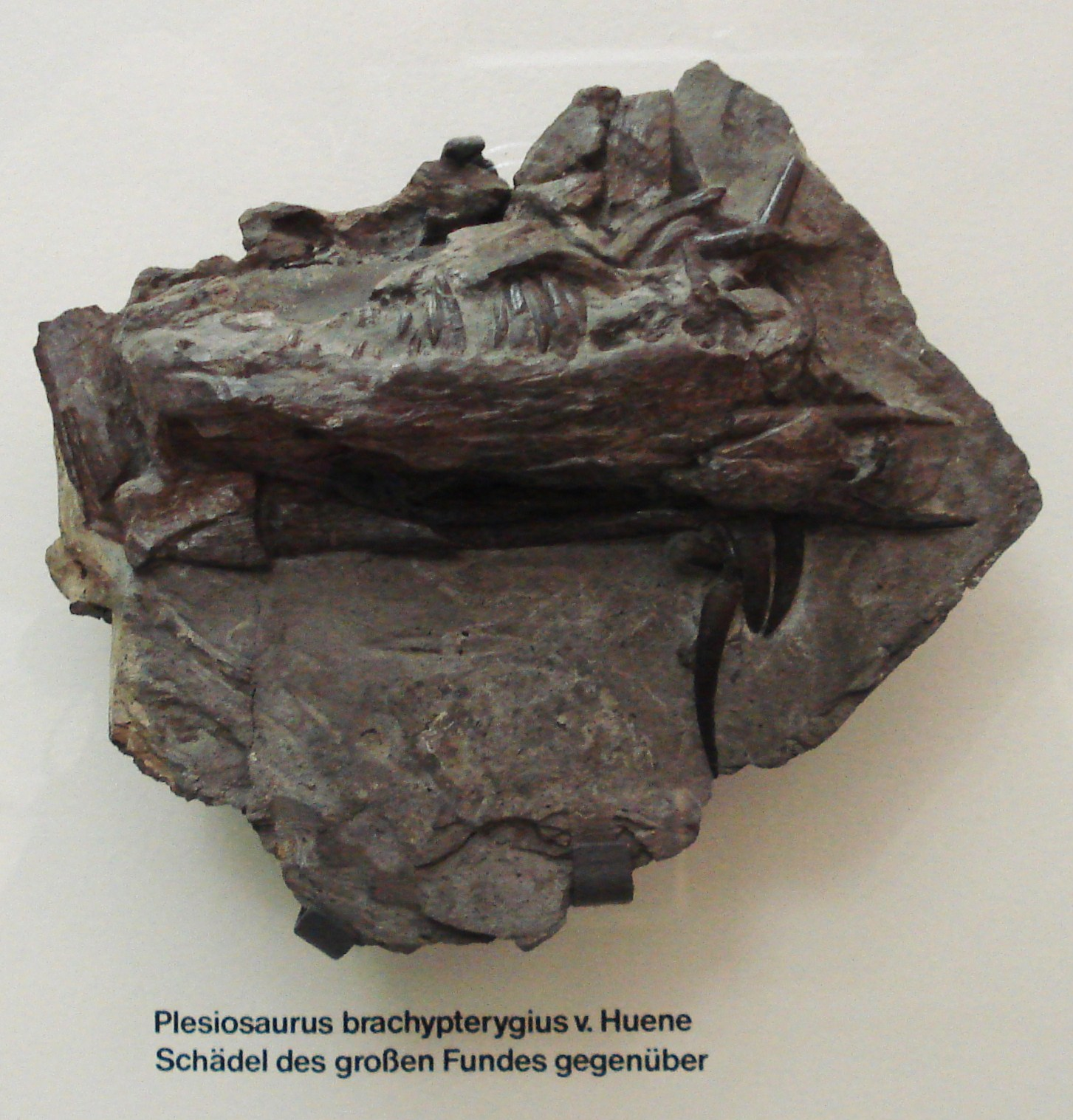
Skull

Hydrorion (có nghĩa là "thợ săn dưới nước") là một chi plesiosauria đã tuyệt chủng. Nó được tìm thấy trong thành hệ của kỷ Jura ở Đức. Chỉ có một loài duy nhất là Hydrorion brachypterygius.